# The Mind's I
Albums de Dark Tranquility
Enter Suicidal Angels Projector
The Mind's I est le troisième album studio du groupe de death metal mélodique suédois Dark Tranquility. Sorti en 1997, c'est leur dernier sur Osmose Productions.

## Composition du groupe
- Mikael Stanne : chant
- Niklas Sundin : guitare
- Fredrik Johansson : guitare
- Martin Henriksson : basse
- Anders Jivarp : batterie

## Liste des chansons de l'album
1. Dreamlore Degenerate - 2:44
2. Zodijackyl Light - 3:59
3. Hedon : 5:37
4. Scythe, Rage, And Roses - 2:33
5. Constant - 3:02
6. Dissolution Factor Red - 2:07
7. Insanity's Crescendo - 6:52
8. Still Movin'Sinews - 4:41
9. Atom Heart 243.5 - 4:00
10. Tidal Tantrum - 2:57
11. Tongues - 4:53
12. The Mind's I (instrumental) - 3:09